# تشاه فعلة الشرقي (قلعة قاضي)
تشاه فعلة الشرقي (بالفارسية: چاه فعله شرقی) هي قرية تقع في إيران في قسم قلعة قاضي الريفي. يقدر عدد سكانها بـ 583 نسمة بحسب إحصاء 2016.